# New-York-City-Marathon 2018
Der New-York-City-Marathon 2018 (offiziell: TCS New York City Marathon 2018) war die 48. Ausgabe der jährlich stattfindenden Laufveranstaltung in New York City, Vereinigte Staaten. Der Marathon fand am 4. November 2018 statt. Er war der dritte Lauf der World Marathon Majors 2018/19 und hatte das Etikett Gold der IAAF Road Race Label Events 2018.
Bei den Männern gewann Lelisa Desisa in 2:05:59 h, bei den Frauen Mary Keitany in 2:22:48 h. Beste Deutsche wurden Felix Plinke auf Platz 36 (2:27:43 h) und Lisa Oed auf Platz 32 (2:52:16 h).

## Ergebnisse

### Männer
| Platz | Athlet                | Land               | Zeit (h) |
| ----- | --------------------- | ------------------ | -------- |
| 01    | Lelisa Desisa         | Äthiopien          | 2:05:59  |
| 02    | Shura Kitata          | Äthiopien          | 2:06:01  |
| 03    | Geoffrey Kamworor     | Kenia              | 2:06:26  |
| 04    | Tamirat Tola          | Äthiopien          | 2:08:30  |
| 05    | Daniel Kinyua Wanjiru | Kenia              | 2:10:21  |
| 06    | Jared Ward            | Vereinigte Staaten | 2:12:24  |
| 07    | Scott Fauble          | Vereinigte Staaten | 2:12:28  |
| 08    | Festus Talam          | Kenia              | 2:12:40  |
| 09    | Shadrack Biwott       | Vereinigte Staaten | 2:12:52  |
| 10    | Chris Derrick         | Vereinigte Staaten | 2:13:08  |

### Frauen
| Platz | Athletin         | Land               | Zeit (h) |
| ----- | ---------------- | ------------------ | -------- |
| 01    | Mary Keitany     | Kenia              | 2:22:48  |
| 02    | Vivian Cheruiyot | Kenia              | 2:26:02  |
| 03    | Shalane Flanagan | Vereinigte Staaten | 2:26:22  |
| 04    | Molly Huddle     | Vereinigte Staaten | 2:26:44  |
| 05    | Rahma Tusa       | Äthiopien          | 2:27:13  |
| 06    | Desiree Linden   | Vereinigte Staaten | 2:27:51  |
| 07    | Allie Kieffer    | Vereinigte Staaten | 2:28:12  |
| 08    | Lisa Weightman   | Australien         | 2:29:11  |
| 09    | Mamitu Daska     | Äthiopien          | 2:30:31  |
| 10    | Belaynesh Fikadu | Äthiopien          | 2:30:47  |